# 壶藻属
壶藻属（学名：Urceolus）是袋鞭藻科下的一个属。

## 下属物种
本属包括以下物种：
- 圆口壶藻 Urceolus cyclostomus (Stein) Mereschk.
  - 圆口壶藻狭形变种 Urceolus cyclostomus var. angustus